# Cirriphyllum brandegei
Cirriphyllum brandegei là một loài rêu trong họ Brachytheciaceae. Loài này được Austin Grout mô tả khoa học đầu tiên năm 1898.